# Kościół Matki Bożej Szkaplerznej w Bierzwniku
Kościół Matki Bożej Szkaplerznej – rzymskokatolicki kościół parafialny należący do parafii pod tym samym wezwaniem (dekanat Drawno archidiecezji szczecińsko-kamieńskiej).

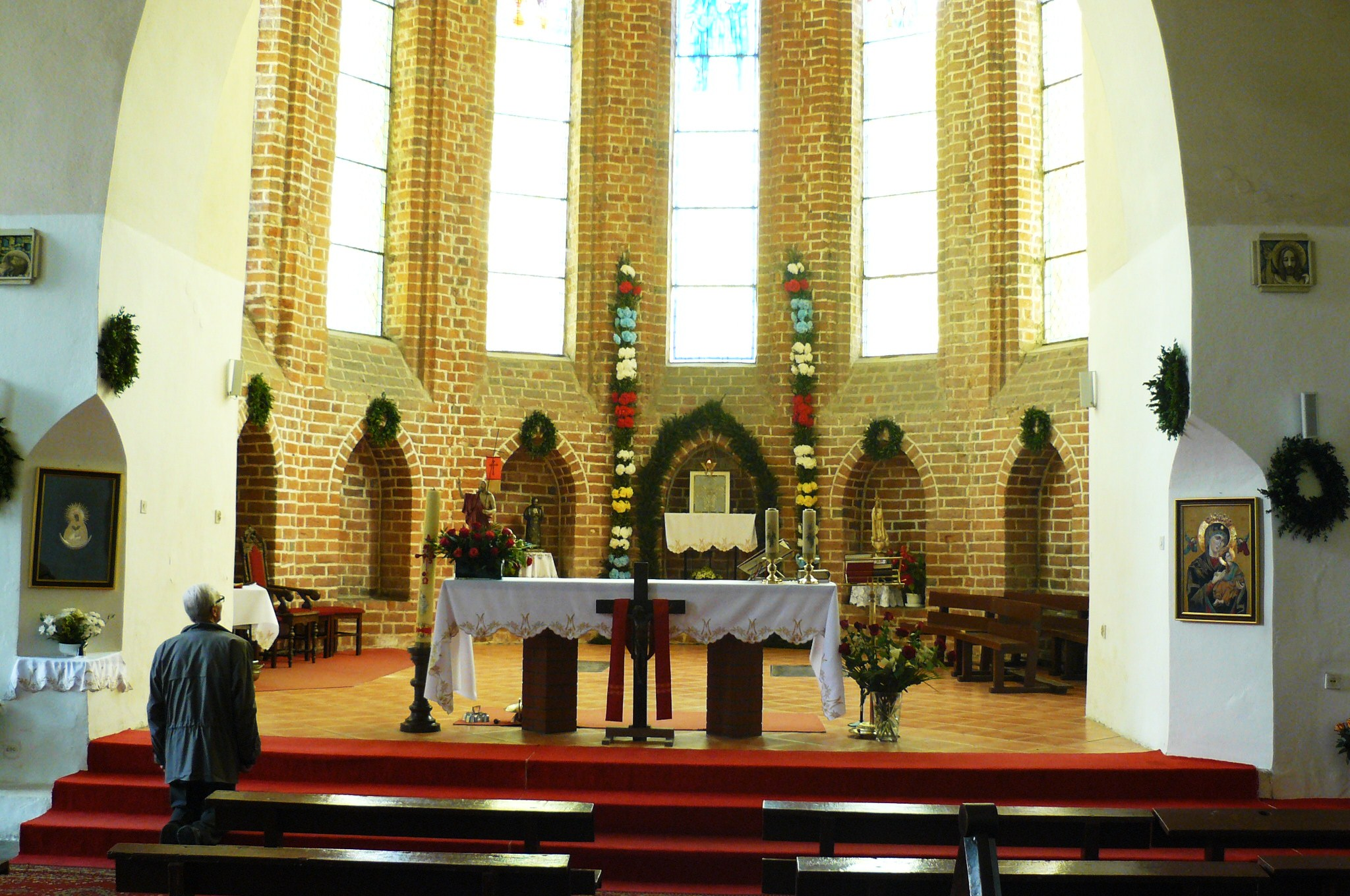
Wnętrze świątyni - prezbiterium

Świątynia jest częścią dawnego opactwa cystersów. Obecna budowla jest efektem przebudowy wykonanej w XIX wieku. Nie ma kaplic bocznych. Funkcję kościoła spełniają obecnie dwa przęsła korpusu nawowego i apsyda dawnej świątyni. Wnętrze absydy to obecne prezbiterium. Pod prezbiterium jest umieszczona krypta grzebalna, związana zapewne z donacją Hasso Von Wedla z 1305 roku. Obecnie są wykonywane prace nad pełną rekonstrukcją świątyni klasztornej. Przy świątyni i w jej wnętrzu została zorganizowana wystawa przedmiotów wydobytych z ziemi. Można również wykonać zdjęcia i przyjrzeć się jak wygląda warsztat pracy archeologów.

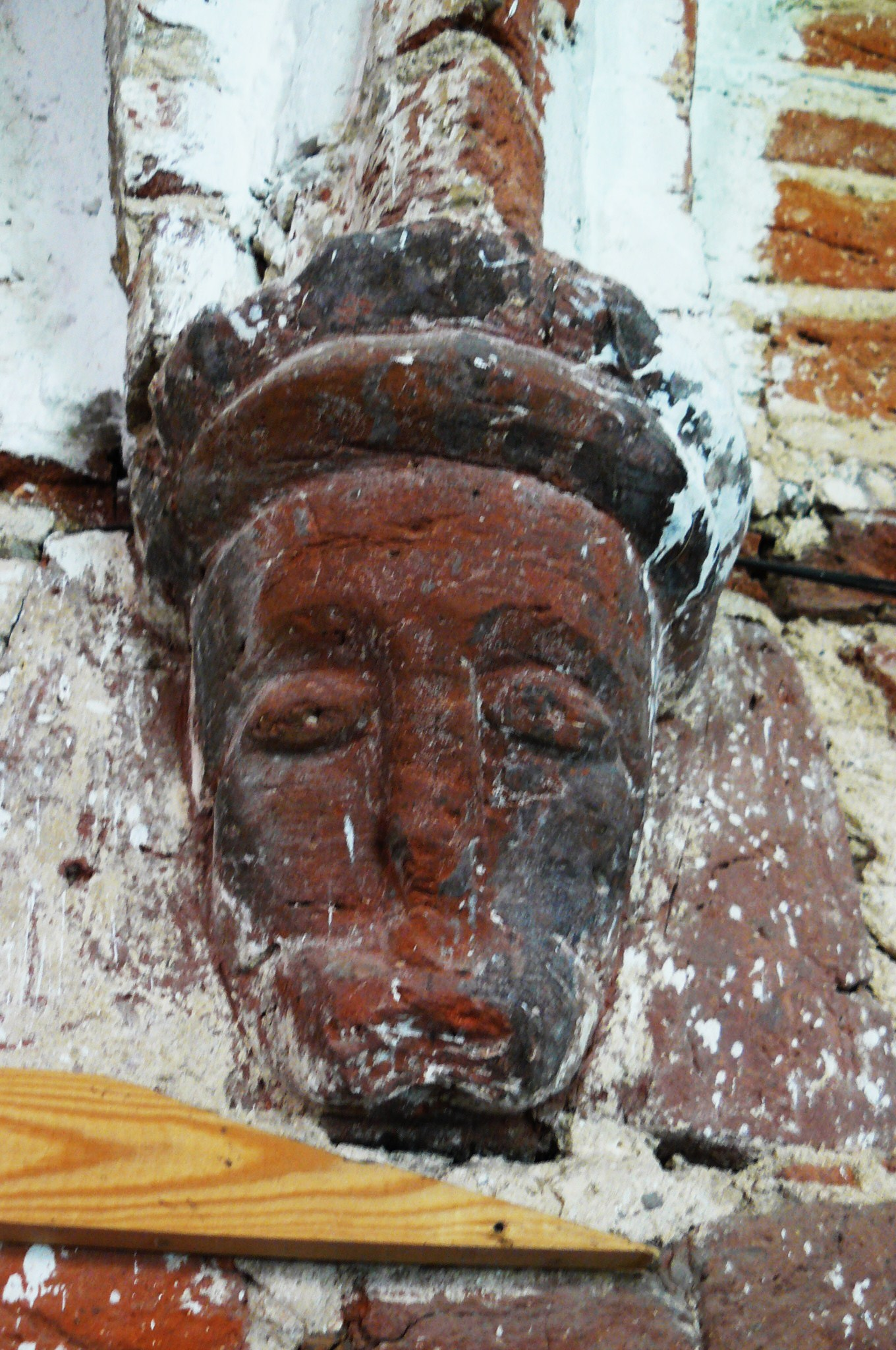
Jeden z wsporników w klasztorze pocysterskim w Bierzwniku